# حمام گنج‌کلا
حمام گنج کلا مربوط به دوره قاجار است و در شهرستان بابل، بخش‌بند پی غربی، دهستان خوش رود، روستای گنج کلا واقع شده و این اثر در تاریخ ۲۶ اسفند ۱۳۸۶ با شمارهٔ ثبت ۲۱۹۹۵ به‌عنوان یکی از آثار ملی ایران به ثبت رسیده است.